# Rambites gracilis
Rambites gracilis är en stekelart som beskrevs av André Seyrig 1952. Rambites gracilis ingår i släktet Rambites och familjen brokparasitsteklar. Inga underarter finns listade i Catalogue of Life.